# Echinacea simulata
Echinacea simulata là một loài thực vật có hoa trong họ Cúc. Loài này được McGregor mô tả khoa học đầu tiên năm 1968.